# Theodore Olson

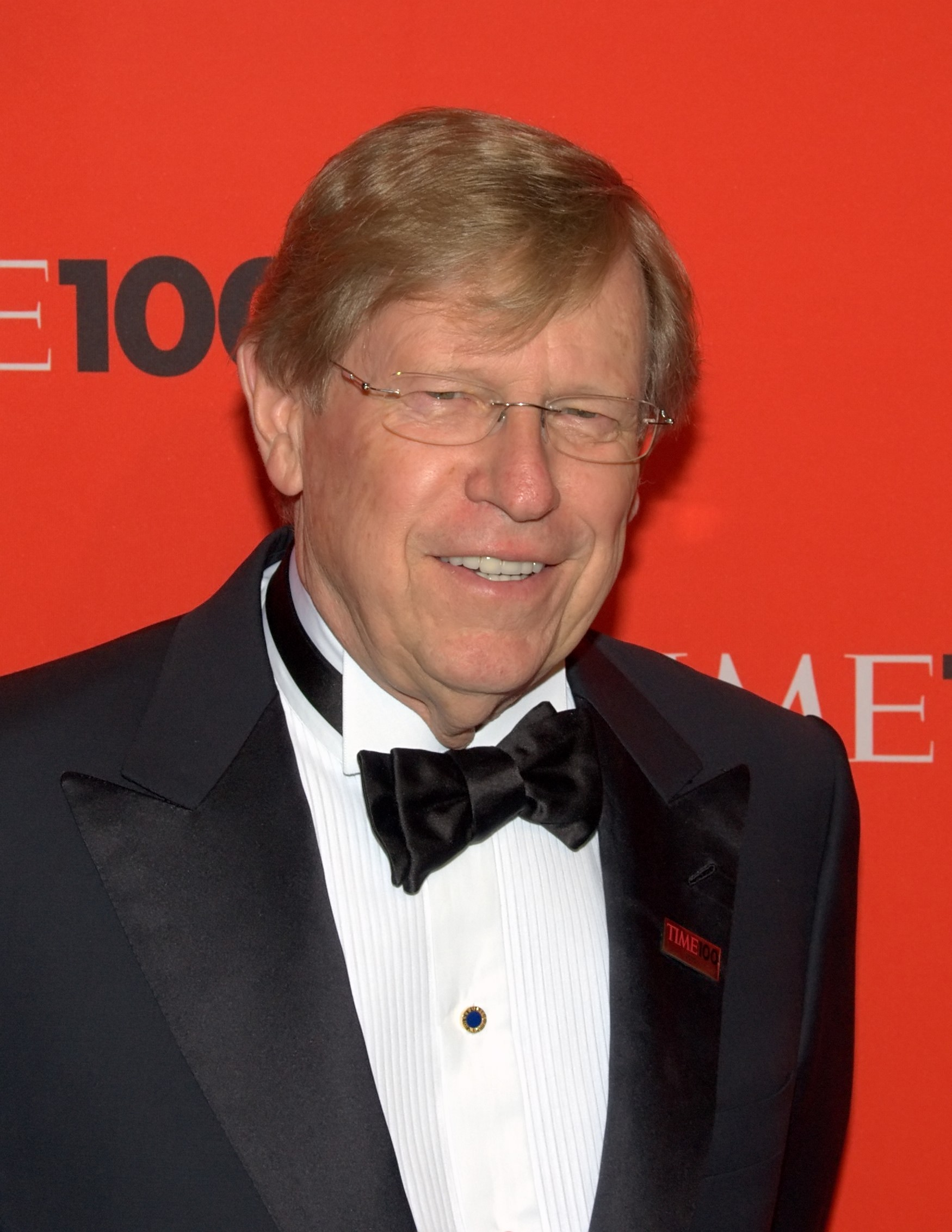
Theodore Olson (2010)

Theodore „Ted“ Bevry Olson (* 11. September 1940 in Chicago, Illinois; † 13. November 2024 in Falls Church, Virginia) war ein US-amerikanischer Jurist und United States Solicitor General.

## Biografie
Der Sohn eines Ingenieurs von United Airlines studierte nach dem Schulbesuch Kommunikationswissenschaften und Geschichte an der University of the Pacific in Stockton, Kalifornien, und erwarb dort 1962 einen Bachelor of Arts (B.A. Communications and History). Ein anschließendes Postgraduiertenstudium der Rechtswissenschaften an der University of California in Berkeley schloss er 1965 mit einem Bachelor of Laws (LL.B.) ab. Seit seiner anschließenden Zulassung zum Rechtsanwalt war er Partner von Gibson, Dunn & Crutcher, einer Anwaltskanzlei mit 800 Rechtsanwälten und Sitz in Los Angeles.
Olson war Mitglied der Republikanischen Partei und wurde nach der Wahl von Ronald Reagan zum US-Präsidenten im Jahr 1981 Mitarbeiter im Justizministerium der Vereinigten Staaten. Dort war er bis 1984 als Assistent des Attorney General (Assistant Attorney General) Leiter des Büros für Rechtsberatung (Office of Legal Counsel).
In dem Verfahren Bush v. Gore vor dem Obersten Gerichtshof der Vereinigten Staaten am 12. Dezember 2000 wegen des Ergebnisses der Präsidentschaftswahl 2000 gehörte er zu den Prozessbevollmächtigten von George W. Bush. Am 11. Juni 2001 berief ihn Präsident Bush dann zum Solicitor General. Dieses dritthöchste Amt im US-Justizministerium hatte er bis Juni 2005 inne.
Zwischen 2009 und 2013 war Olson neben David Boies, seinem damaligen Gegner im Verfahren Bush v. Gore, Prozessvertreter der Kläger im Verfahren Perry v. Schwarzenegger, in dem es um die Einführung der gleichgeschlechtlichen Ehe in Kalifornien ging. Olson war darüber hinaus in mehreren gesellschaftlichen und politischen Institution tätig und war unter anderem Vorstandsmitglied von The American Spectator und der Washington Legal Foundation, Mitglied der Beratungsgremien des National Legal Center for the Public Interest sowie der Republican National Lawyers Association.
Olson war in vierter Ehe verheiratet. Seine dritte Ehefrau Barbara Olson, eine konservative TV-Journalistin, wurde Opfer der Terroranschläge am 11. September 2001. Sie befand sich an Bord des American-Airline-Fluges 77, der in das Pentagon gesteuert wurde.